# Центр польської скульптури в Оронську
Центр польської скульптури в Оронську (пол. Centrum Rzeźby Polskiej w Orońsku) — державна культурна установа, розташована на території садибного комплексу площею майже 13 гектарів. До складу комплексу входять історичні об’єкти XIX століття: палац, каплиця, оранжерея, господарський будинок та інші споруди, пристосовані до сучасних функцій. Територія включає ландшафтний парк із мальовничими ставками та старими деревами, який водночас виконує роль скульптурної галереї просто неба. Частиною комплексу є також будівля Музею сучасної скульптури — новий об’єкт, зведений у рамках адаптації історичного простору до потреб мистецької інституції.

## Історія
Історія установи бере початок у 1965 році з організації творчих майстерень і першої виставки просто неба в межах діяльності Центру творчості скульпторів. У 1981 році Центр польської скульптури отримав статус державної інституції. Відтоді заклад активно розвивається як резиденційний та виставковий центр. Щороку понад 200 польських і закордонних митців користуються ресурсами центру.

## Інфраструктура та технічна база
Установа має спеціалізовані технічні майстерні, які підтримують реалізацію як монументальних, так і камерних скульптурних проєктів. У Центрі функціонують підрозділи з обробки металу, дерева та каменю, ливарний цех, а також керамічна майстерня, що дозволяє проводити технологічні експерименти. Скульптори мають доступ до майстерень, освітлюваних відкритих площ, а також інженерної інфраструктури — джерел електроенергії, стисненого повітря та водопостачання.

## Виставкова діяльність
Центр включає Музей сучасної скульптури та низку виставкових галерей, розташованих у ландшафтному парку. Щорічно проводиться кілька тимчасових експозицій, присвячених історії сучасної скульптури, персональним ретроспективам визначних авторів, а також творчості молодого покоління — у межах циклу «Молоде трієнале». Парк навколо історичної садиби використовується як відкрита експозиційна площа для скульптур.

## Колекції
Центр формує власні художні колекції. У палаці Юзефа Брандта представлено історичну експозицію інтер’єрів садиби XIX століття. Паралельно триває формування колекції сучасного мистецтва, до якої входять твори провідних польських митців, зокрема Терези Мурак.

## Освітня діяльність
Заклад реалізує низку освітніх програм, зокрема музейні уроки, навчальні поїздки та художні майстер-класи для молоді. Програма знайомить із історією Ороньська, скульптурними техніками та сучасним мистецтвом. Авторський цикл «Судові засідання» висвітлює культуру та побут ХІХ століття. Щорічний фестиваль «Перше травня з мистецтвом» об’єднує учнів і студентів мистецьких навчальних закладів. Окремо реалізується проєкт терапевтичних майстерень для митців з порушеннями слуху та зору.

## Документаційна діяльність
Центр також займається науковим і електронним документуванням діяльності польських скульпторів, як в країні, так і за кордоном. Результати цієї роботи публікуються у формі каталогів і цифрових архівів.

## Галерея

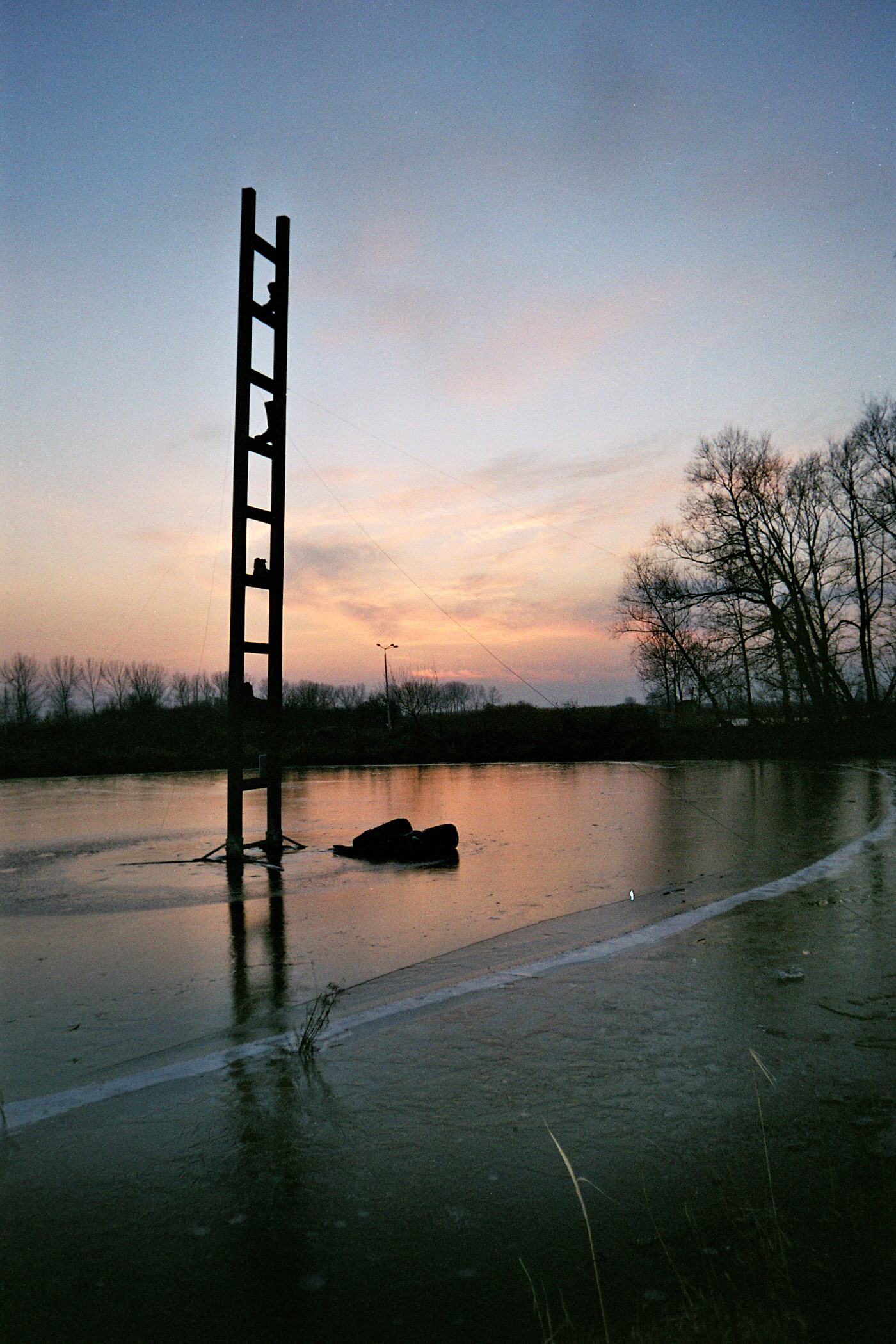
Сходи в небо Юзефа Шайни
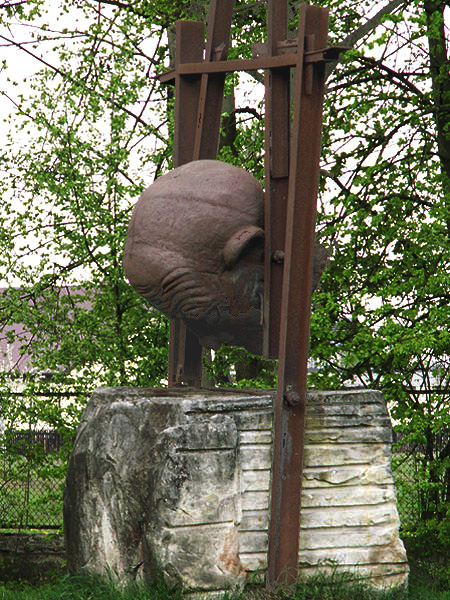
Голова Збігнєва Фрончкавича
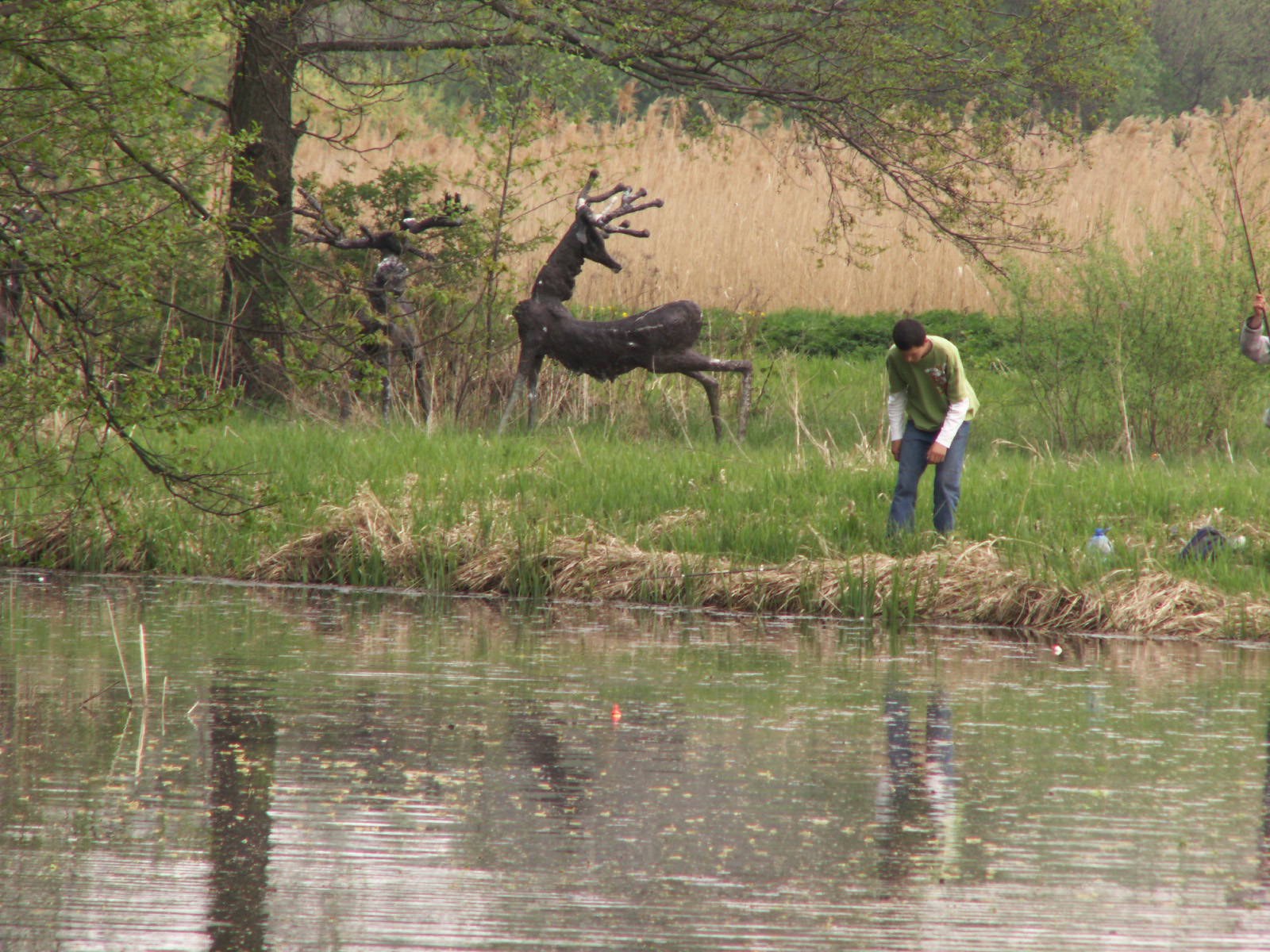
Лань – Анна Дембська
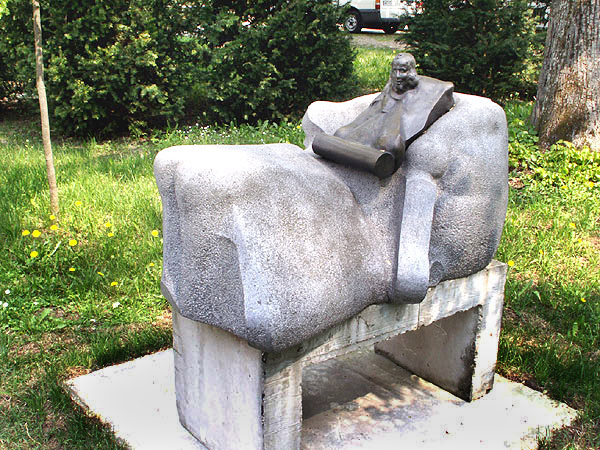
Саркофаг Адольфа Ришки
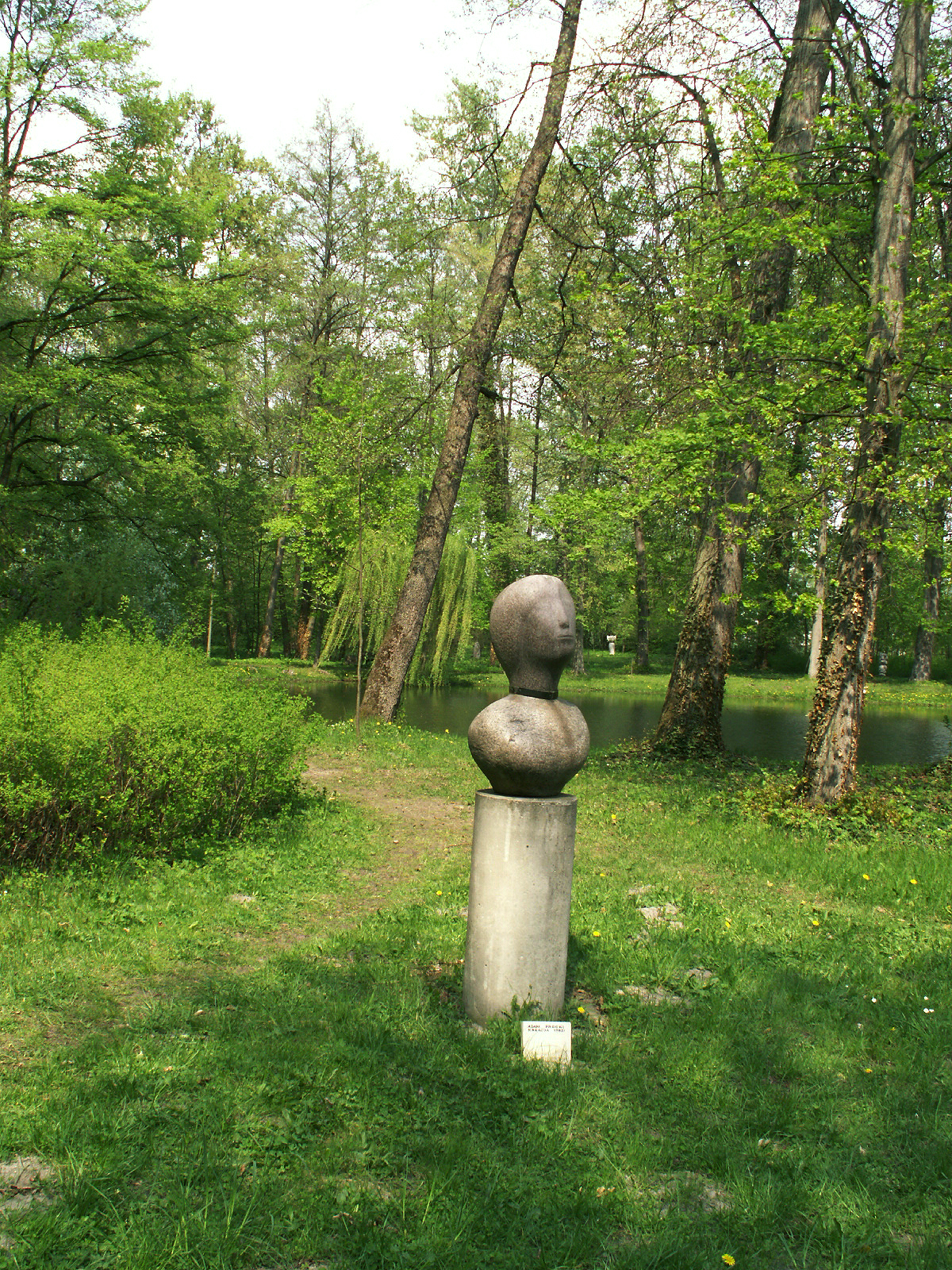
Творіння Адама Процького
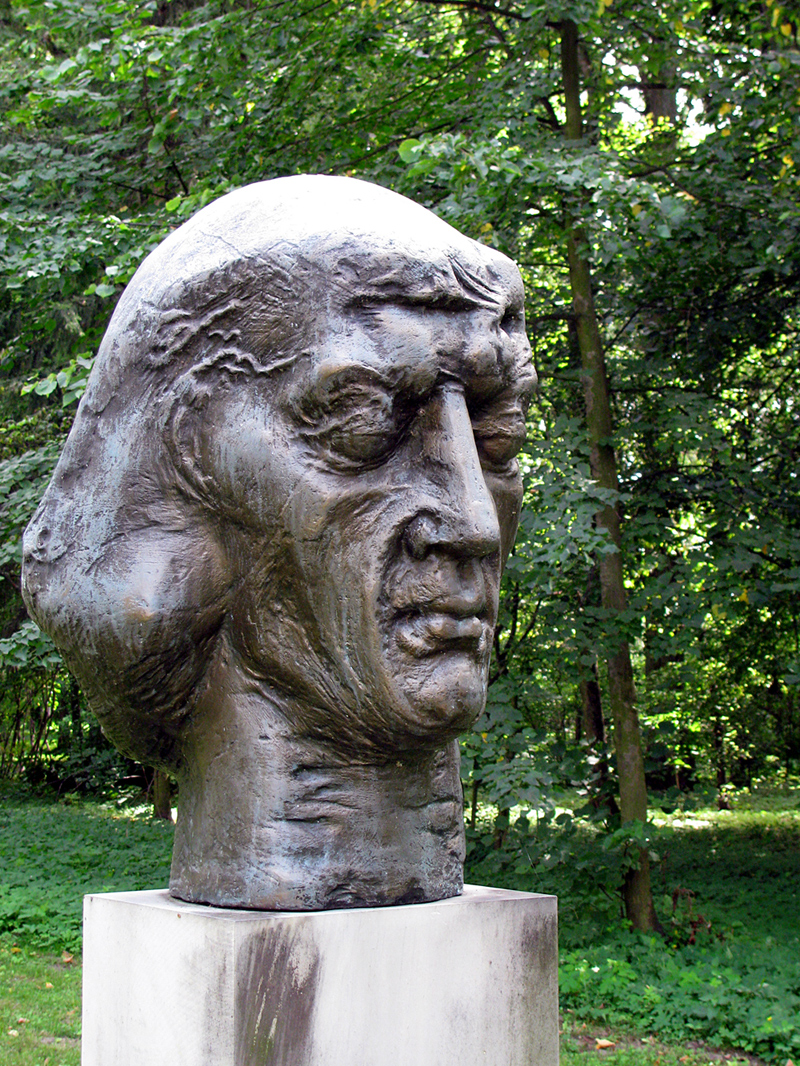
Копернік Густав Земла